# EuroHockey Cup Winners Cup (Damen, Feld)
Der EuroHockey Cup Winners Cup (Damen-Feld) ist ein von der European Hockey Federation (EHF) seit 1991 ausgetragener Europapokal-Wettbewerb, in dem die Damen-Feldhockeypokalsieger Europas startberechtigt sind. Im Gegensatz zu einigen Europapokalwettbewerben mancher anderer Sportarten wird der EuroHockey Cup Winners Cup in Turnierform ausgespielt. Das Turnier findet jedes Jahr über vier Tage zu Ostern statt. 
Es konnten sich Vertreter von vier Ländern den Pokal sichern, dabei schnitten niederländische Clubs mit zehn Titeln am erfolgreichsten ab, gefolgt von drei Erfolgen deutscher Teams. Rekordsieger mit fünf Titeln ist der Amsterdamsche H&BC. Aktueller Titelträger ist der Club de Campo durch ein 3:1 im Endspiel über das deutsche Team von Rot-Weiss Köln.

## Austragungsmodus
Acht Mannschaften, jeweils Pokalsieger ihres Landes, spielen den Titel aus. Die teilnehmenden Länder sind diejenigen, deren Vertreter im Vorjahr die ersten sechs Plätze belegten, und die beiden Länder, deren Clubs ein Jahr vorher in der zweitklassigen EuroHockey Cup Winners Trophy das Finale erreicht hatten. Die beiden letztplatzierten Länder des Cups steigen in die Trophy ab.

## Siegerliste
| Jahr | Austragungsort | Champion              |             |
| ---- | -------------- | --------------------- | ----------- |
| 2007 | Madrid         | Club de Campo         | Spanien     |
| 2006 | Edinburgh      | Amsterdamsche H&BC    | Niederlande |
| 2005 | Köln           | Amsterdamsche H&BC    | Niederlande |
| 2004 | Laren          | MHC Laren             | Niederlande |
| 2003 | Rotterdam      | HC Rotterdam          | Niederlande |
| 2002 | Ourense        | HC Rotterdam          | Niederlande |
| 2001 | Rom            | Amsterdamsche H&BC    | Niederlande |
| 2000 | Köln           | Rot-Weiss Köln        | Deutschland |
| 1999 | Terrassa       | Amsterdamsche H&BC    | Niederlande |
| 1998 | Leuven         | Amsterdamsche H&BC    | Niederlande |
| 1997 | Utrecht        | SV Kampong            | Niederlande |
| 1996 | Rotterdam      | Hightown HC           | England     |
| 1995 | Groningen      | Rüsselsheimer RK      | Deutschland |
| 1994 | Cardiff        | RTHC Bayer Leverkusen | Deutschland |
| 1993 | Birmingham     | HGC Wassenaar         | Niederlande |
| 1992 | Vught          | Sutton Coldfield      | England     |
| 1991 | Wassenaar      | Rythm Grodno          | Sowjetunion |
| 1990 | Amiens         | Eintracht Frankfurt   | Deutschland |

## 17. EuroHockey Cup Winners Cup 2007
Das Turnier fand vom 5. – 8. April 2007 beim spanischen Vertreter Club de Campo Villa de Madrid statt, der auch im Finale gegen Rot-Weiss Köln mit 3:1 die Oberhand behielt. Titelverteidiger Amsterdamsche H&BC gewann das kleine Finale gegen den englischen Vertreter Canterbury LHC.

Donnerstag, 5. April 2007
- 10.00 Gruppe B Rot-Weiss Köln - Old Alex 3-1 (1-1)
- 12.00 Gruppe B Canterbury LHC - Glasgow En-Croute W 5-0 (4-0)
- 14.30 Gruppe A Amsterdamsche H&BC - HF Libertas san Saba 4-1 (2-0)
- 16.00 Gruppe A Viktoria Smolevichi - Club de Campo de Madrid 0-5 (0-2)

Freitag, 6. April 2007
- 10.00 Gruppe B Rot-Weiss Köln - Glasgow En-Croute W 3-1 (1-1)
- 12.00 Gruppe B Canterbury LHC - Old Alex 3-0 (1-0)
- 14.30 Gruppe A Viktoria Smolevichi - HF Libertas san Saba 2-0 (0-0)
- 16.00 Gruppe A Amsterdamsche H&BC - Club de Campo de Madrid 1-1 (1-1)

Samstag, 7. April 2007
- 10.00 Gruppe B Glasgow En-Croute W - Old Alex 4-1 (2-1)
- 12.00 Gruppe B Rot-Weiss Köln - Canterbury LHC 2-1 (1-1)
- 14.30 Gruppe A Amsterdamsche H&BC - Viktoria Smolevichi 9-0 (6-0)
- 16.00 Gruppe A Club de Campo de Madrid - HF Libertas san Saba 8-0 (3-0)

Gruppe A
| Pos. | Verein                    | Tore | Punkte |
| ---- | ------------------------- | ---- | ------ |
| 1.   | Rot-Weiss Köln            | 8:3  | 9      |
| 2.   | Canterbury LHC            | 9:2  | 6      |
| 3.   | Glasgow En-Croute Western | 5:9  | 3      |
| 4.   | Old Alex                  | 2:10 | 0      |

Gruppe B
| Pos. | Verein              | Tore | Punkte |
| ---- | ------------------- | ---- | ------ |
| 1.   | Club de Campo       | 14:1 | 7      |
| 2.   | Amsterdamsche H&BC  | 14:2 | 7      |
| 3.   | Viktoria Smolevichi | 2:14 | 3      |
| 4.   | Libertas san Saba   | 1:14 | 0      |

Sonntag, 8. April 2007
- 09.00 4.A - 3.B Libertas san Saba - Glasgow En-croute W. 1-3 (1-2)
- 11.15 3.A - 4.B Viktoria Smolevichi - Old Alex 1-1 (0-1)
- 13.30 2.A - 2.B Amsterdamsche H&BC - Canterbury LHC 2-1 (1-1)
- 15.45 1.A - 1.B Club de Campo - Rot-Weiss Köln 3-1 (1-0)

Endresultat:
- 1.  Club de Campo (ESP) (EuroHockey Cup Winner)
- 2.  Rot-Weiss Köln (GER)
- 3.  Amsterdamsche H&BC (NED)
- 4.  Canterbury LHC
- 5.  Glasgow En-Croute Western (SCO)
- 5.  Viktoria Smolevichi (BLR)
- 7.  Old Alex (IRL)
- 7.  Libertas san Saba (ITA)